# Grande Fratello (1984)
Il Grande Fratello (in inglese Big Brother, lett. "fratello maggiore") è un personaggio immaginario creato da George Orwell, presente nel romanzo 1984. È il dittatore dello stato totalitario chiamato Oceania. Nella società che Orwell descrive, ciascun individuo è tenuto costantemente sotto controllo dalle autorità. L'onnipresente slogan "Il Grande Fratello vi guarda", in originale "Big Brother is watching you", ricorda continuamente agli abitanti la sua superiorità assoluta nella piramide gerarchica.

## Caratterizzazione del personaggio
Nel romanzo non viene mai chiarito se il Grande Fratello sia una persona esistente o semplicemente un simbolo creato dal partito; nel libro si fa più volte riferimento a tale questione, ma la domanda non trova mai risposta. Quando Winston Smith, protagonista del romanzo, chiede esplicitamente a O'Brien, durante la tortura, se il Grande Fratello esista davvero o meno, dicendo «Esiste come esisto io?», O'Brien gli risponde «Tu non esisti», di fatto non rispondendo alla domanda.
Nel libro immaginario Teoria e prassi del collettivismo oligarchico, scritto presumibilmente dal ribelle Emmanuel Goldstein, è presente questa frase: «Nessuno ha mai visto il Grande Fratello. È un volto sui manifesti, una voce che viene dal teleschermo. Possiamo essere ragionevolmente certi che non morirà mai. Già adesso non si sa con certezza quando sia nato. Il Grande Fratello è il modo in cui il Partito sceglie di mostrarsi al mondo. Ha la funzione di agire da catalizzatore dell'amore, della paura e della venerazione, tutti sentimenti che è più facile provare per una singola persona che per una organizzazione». Secondo Goldstein, quindi, potrebbe essere solo un'icona, una personificazione del Partito.
Nella propaganda del Partito viene presentato come una persona reale, uno dei fondatori del Partito insieme allo stesso Goldstein.

## Influenza culturale
- Dalla pubblicazione di 1984 a oggi, l'espressione "Grande Fratello" è stata usata molte volte per descrivere una figura eccessivamente indiscreta, un controllo invasivo da parte delle autorità o i vari tentativi fatti dai governi per aumentare la sorveglianza.
- Nella classifica dei "100 migliori personaggi immaginari del '900" stilata dalla rivista Book, il Grande Fratello è al 59º posto.[2]
- Esiste un reality show chiamato proprio Big Brother, tradotto esattamente in Grande Fratello nella versione italiana, che prende il nome dall'omonimo personaggio di Orwell, perché i personaggi sono inquadrati costantemente da telecamere così che il pubblico possa seguire in qualsiasi tempo le loro azioni; il format televisivo è stato esportato in oltre 40 paesi nel mondo.
- Anthony Burgess, nel suo romanzo 1985 (il cui titolo trae spunto dal romanzo di Orwell, tra l'altro suo carissimo amico), racconta che l'ispirazione per il Grande Fratello deriva da un poster pubblicitario della Bennett's, una compagnia specializzata in corsi per corrispondenza, che ritraeva il volto del suo fondatore e lo slogan "Let me be your father" (Lasciate che io sia vostro padre). Morto il proprietario il manifesto fu sostituito dalla foto del figlio e la frase modificata in "Let me be your big brother" (Lasciate che io sia il vostro fratello maggiore).[3]
- Arthur C. Clarke, nel suo romanzo 2001: Odissea nello spazio, chiama Big Brother il monolito orbitante intorno a Saturno, propriamente tradotto come "fratello maggiore", volendo indicare che esso è più grande rispetto a quello rinvenuto nel sottosuolo lunare. Nel successivo 2010: Odissea due, gli esploratori sovietici, per motivi ideologici, onde evitare riferimenti con il romanzo di Orwell, a loro scomodo, lo chiamano più semplicemente zageda, "l'enigma".
- Nel film Equilibrium di Kurt Wimmer la figura del Padre si ispira al Grande Fratello di Orwell.
- Nel fumetto Fantacico, pubblicato nel 1983 dalla Sergio Bonelli Editore, si vede l'occhio del tiranno Kokodix apparire su uno schermo, evidente citazione del Grande Fratello orwelliano.